# أبو عربولة
أبو عربولة هي نقطة ماء وهجرة تتبعُ لمحافظة الأحساء في المنطقة الشرقية في المملكة العربية السعودية.

## الموقع
تقع قرية أبو عربولة إلى الغرب من مدينة القطيف وإلى الجنوب من مدينة الجبيل، تبعد قرية أبو عربولة عن غرب مدينة الرياض (400) كيلو مترًا، كما تبعد عن شمال الهفوف (200) كيلومترًا.